# Schuyler Colfax
Schuyler Colfax (født 23. marts 1823, død 13. januar 1885) var den 17. vicepræsident i USA. Han gjorde tjeneste i den første af de to perioder til præsident Ulysses S. Grant, og stillede også til valg for den anden periode. Han måtte da se sig slået af Henry Wilson. 
Colfax døde af en blodprop i 1885.